# Černá
Černá é uma comuna checa localizada na região de Vysočina, distrito de Žďár nad Sázavou. A comuna é conhecida por conter um castelo do século XVI que desde 1996 é terreno da Other World Kingdom, micronação onde ocorrem diversas gravações e eventos BDSM voltados à dominação feminina.